# Brama Ploče

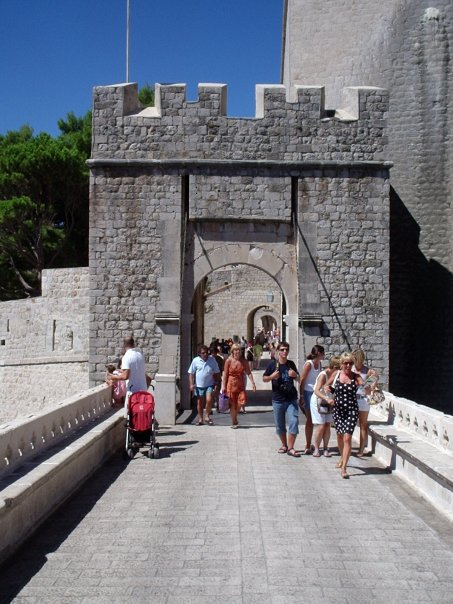

Brama Ploče (chorw. Vrata od Ploča, dawniej Vrata sv. Luke - "Brama św. Łukasza") – brama miejska w północno-wschodnim narożniku murów miejskich Dubrownika, w sąsiedztwie baszty św. Łukasza. Prowadziła do przedmieścia Ploče (dziś część dzielnicy Dubrownika Ploče-Iza Grada). 
Brama Ploče składa się z bramy zewnętrznej i wewnętrznej. Brama wewnętrzna została zbudowana w stylu romańskim, na jej tympanonie zachowało się romańskie popiersie św. Błażeja. Brama wewnętrzna miała niecałe 2 m szerokości i była najwęższa z bram Dubrownika; pod koniec XIX wieku Austriacy poszerzyli ją poprzez przebicie dodatkowego przejścia. Stoi nad nią baszta Asimon. Bramę zewnętrzną zbudowano w 1450 według projektu Simona della Cava. Rok wcześniej przerzucono przez fosę jednoprzęsłowy most wzorowany na dawnym moście sprzed bramy Pile, ale częściowo zwodzony. Przejście z bramy zewnętrznej do wewnętrznej biegnie wzdłuż ściany fortu Revelin, obok niewielkiego placu Trg Oružja.